# Marian Łempicki
Marian Łempicki (ur. 2 lipca 1909 we Lwowie, zm. 3 sierpnia 1971 w Poznaniu) – polski działacz partyjny, urzędnik państwowy i nauczyciel, w latach 1962–1971 przewodniczący prezydium Wojewódzkiej Rady Narodowej w Szczecinie.

## Życiorys
Syn Władysława, brat profesora farmacji Eugeniusza i profesora inżynierii lądowej Jerzego; wbrew plotkom nie miał pochodzenia żydowskiego, które mu przypisywano. Ukończył Szkołę Podchorążych Piechoty oraz matematykę na Wydziale Matematyczno-Przyrodniczym Uniwersytetu Jana Kazimierza we Lwowie, podjął pracę w Lwowskiej Miejskiej Kasie Oszczędności. We wrześniu 1939 uczestnik obrony Lwowa, dowodził kompanią piechoty w stopniu podporucznika. Od 1939 do 1941 nauczyciel matematyki, następnie zatrudniony w firmie transportowej. W czerwcu 1946 przesiedlono go wraz z braćmi do Szczecina. Do 1952 pracował w przedsiębiorstwie Żegluga na Odrze, następnie od 1952 do 1962 w Zarządzie Portu Szczecin, gdzie doszedł do stanowiska dyrektora generalnego. Był wieloletnim działaczem sportowym Koła Sportowego „Kolejarz” i KS Pogoni Szczecin oraz inicjatorem jej sekcji szachowej (1950); należał także do związków zawodowych.
W 1948 wstąpił do Polskiej Partii Robotniczej, a rok później do Polskiej Zjednoczonej Partii Robotniczej. Był członkiem egzekutywy Komitetu Zakładowego przy Zarządzie Portu Szczecin i członkiem Rady Dzielnicowej PZPR, od 1956 do 1971 należał do egzekutywy Komitetu Wojewódzkiego PZPR w Szczecinie. Zajmował stanowisko przewodniczącego prezydiów Miejskiej i Powiatowej Rady Narodowej, a od 1964 do 1971 kierował Szczecińskim Towarzystwem Kultury. W 1956 i 1965 wybierany radnym Wojewódzkiej Rady Narodowej w Szczecinie, od 19 lutego 1962 do śmierci pełnił funkcję jej przewodniczącego. 20 grudnia 1970 brał udział w podpisaniu porozumienia ze strajkującymi.
Został pochowany na alei zasłużonych cmentarza Centralnego w Szczecinie.

## Odznaczenia
Otrzymał m.in. Order Sztandaru Pracy II klasy (1964), Złoty Krzyż Zasługi (1955) oraz Medal 10-lecia Polski Ludowej (1955).